# Bedroom Floor
Bedroom Floor è un singolo del cantante britannico Liam Payne, pubblicato il 20 ottobre 2017 come terzo estratto dal primo album in studio LP1.

## Descrizione
Sedicesima traccia dell'album, Bedroom Floor è un brano elettropop.

## Accoglienza
Adam Starkey di Metro l'ha considerato un «miglioramento rispetto al suo singolo di debutto, Strip That Down», seppur abbia trovato il testo «imbarazzante».

## Video musicale
Il video musicale, reso disponibile il 6 novembre 2017, vede la partecipazione di Bella Thorne.

## Tracce
Testi e musiche di Steve Mac, Jacob Kasher Hindlin, Charlie Puth, Noel Zancanella, Ammar Malik e Aaron Jennings.
Download digitale
1. Bedroom Floor – 3:08

Download digitale – NSG Remix
1. Bedroom Floor (con NSG) (NSG Remix) – 3:35

Download digitale – London on da Track Remix
1. Bedroom Floor (con London on da Track) (London on da Track Remix) – 3:08

Download digitale – Cash Cash Remix
1. Bedroom Floor (con i Cash Cash) (Cash Cash Remix) – 3:31

Download digitale – Acoustic
1. Bedroom Floor (Acoustic) – 3:16

## Formazione
Musicisti
- Liam Payne – voce
- Steve Mac – sintetizzatore
- Chris Laws – batteria

Produzione
- Steve Mac – produzione
- Ben Rice – produzione vocale
- Phil Tan – missaggio
- Bill Zimmerman – assistenza al missaggio, missaggio aggiuntivo
- Dann Pursey – ingegneria del suono
- Chris Laws – ingegneria del suono
- Randy Merrill – mastering

## Classifiche
| Classifica (2017) | Posizione massima |
| ----------------- | ----------------- |
| Australia         | 52                |
| Austria           | 69                |
| Belgio (Fiandre)  | 63                |
| Belgio (Vallonia) | 52                |
| Canada            | 63                |
| Filippine         | 53                |
| Germania          | 100               |
| Irlanda           | 30                |
| Portogallo        | 55                |
| Regno Unito       | 21                |
| Repubblica Ceca   | 47                |
| Slovacchia        | 34                |
| Stati Uniti       | 98                |
| Svezia            | 100               |
| Svizzera          | 95                |